# Dobong-gu
Dobong-gu är ett av de 25 stadsdistrikten (gu) i Sydkoreas huvudstad Seoul.

## Administrativ indelning

Dobong-gu består av 14 stadsdelar (dong).
- Banghak-dong (방학동 放鶴洞) 1, 2, 3
- Chang-dong (창동 倉洞) 1, 2, 3, 4, 5
- Dobong-dong (도봉동 道峰洞) 1, 2
- Ssangmun-dong (쌍문동 雙門洞) 1, 2, 3, 4